# زیردریایی یو-۳۶۹
زیردریایی یو-۳۶۹ (به انگلیسی: German submarine U-369) یک زیردریایی بود که طول آن ۶۷٫۱ متر (۲۲۰ فوت ۲ اینچ) بود. این زیردریایی در سال ۱۹۴۳ ساخته شد.